# Mordicchio
Mordicchio è un personaggio immaginario presente nella serie animata statunitense Futurama. Nella lingua originale è doppiato da Frank Welker, mentre nella lingua italiana è doppiato da David Chevalier dalla prima alla settima stagione, da Massimo De Ambrosis (nel film Il colpo grosso di Bender) e da Stefano Alessandroni nella stagione otto. Il nome originale di Mordicchio in realtà è Nibbler che è anche il nome di un videogioco degli anni ottanta simile a Snake. Nel doppiaggio italiano lui e tutta la sua specie parlano con uno spiccato accento calabrese.

## Biografia
(Mordicchio in un episodio)
Mordicchio è un piccolo e tenero animaletto nero e giallo con tre occhi: due sulla faccia e l'altro sulla testa. È un animale adottato da Turanga Leela ed appartiene ad una specie aliena super intelligente. Questa specie, i mordicchiani, abita su un pianeta chiamato Vergon 6, ma l'intera specie in realtà è nata sul pianeta Eternium, situato al centro dell'universo, compreso Mordicchio. Quest'ultimo viene chiamato dalla sua specie Lord Mordicchio (in realtà viene così chiamato per facilitare le cose in quanto nel tempo che si impiegherebbe per pronunciare una sola lettera del suo vero nome nascerebbero e morirebbero un trilione di cosmi in una notte eterna). È anche in grado di parlare.
Nella serie, Mordicchio è conosciuto soprattutto per le sue abilità straordinarie e per il fatto che mangia qualunque animale gli capiti sotto il naso, anche di grossa taglia. Mordicchio è una grande risorsa per la Planet Express per il fatto che espelle materia oscura, il carburante usato per la navetta Planet Express. Questo animaletto ha il potere di ipnotizzare con la sua dolcezza, inoltre nell'episodio Il perché di Fry, si scopre che Mordicchio ha il potere di cancellare gli strati di memoria dalla mente delle persone. Oltre ad avere un'intelligenza evoluta, in un episodio racconta che la sua razza nacque 17 anni prima del Big Bang. Un altro potere che la sua razza ha dimostrato di avere è di permettere a Fry di incontrare sua madre nei sogni collegandolo con il passato.
Mordicchio fu trovato per la prima volta da Leela nell'episodio L'amore perduto nello spazio su Vergon 6. Fu chiamato Mordicchio proprio perché Leela lo vide mordere le cose. In realtà, era già apparso per la prima volta nell'episodio Pilota Spaziale 3000, ma in quel caso era apparsa solo la sua ombra. Per motivi non del tutto spiegati, Mordicchio e la sua razza sapevano che Fry sarebbe stato la speranza per la salvezza dell'universo in più di una occasione, consapevoli che ci sarebbe stato bisogno di lui in futuro furono costretti con uno stratagemma a congelarlo affinché giungesse nel futuro anno 3000. Mordicchio ammette con Fry che fecero questa scelta temendo che se avessero provato a dirglielo direttamente Fry si sarebbe potuto rifiutare.
Nell'episodio Il chip delle emozioni Bender era geloso di lui, quindi lo gettò nello scarico delle fogne, dove venne scambiato per un mostro e in seguito salvato. In Cervello grosso, scarpa fine Leela sente per la prima volta parlare Mordicchio mentre Fry lo sente parlare per la prima volta in Il perché di Fry. Sempre in questo episodio Fry scopre che in realtà è stato Mordicchio a mandarlo nella capsula nel futuro nel 1999, questo sta a significare che Mordicchio ha più di 1000 anni (lui stesso afferma che la sua specie è estremamente longeva). Nulla viene detto nella serie su che età precisa abbia Mordicchio o quella della sua specie. Il solo accenno possibile riguardo alla sua possibile età avviene nell'episodio Il chip delle emozioni. Mordicchio viene portato dal veterinario, per sostituire un canino rotto. Fry vi nota dei cerchi all'interno, e il veterinario ritiene che i cerchi dentro al dente, come quelli all'interno dei tronchi degli alberi, indichino la sua possibile età.